# Nl-admin
De nl-admin is de beheersorganisatie van de nl-hiërarchie op Usenet.
De nl-admin beoordeelt stemresultaten (meestal middels een Call For Votes) voor nieuwe nieuwsgroepen en geeft op basis hiervan aan of een nieuwe nieuwsgroep aangemaakt dient te worden. Ze ontleent haar 'macht' aan het feit dat de beheerders van de grootste nieuwsservers vertrouwen stellen in de nl-admin en haar adviezen overnemen.
Anno 2007 bestaat de nl-admin uit Adri Verhoef (een van de oprichters van de hiërarchie, ook wel bekend als a3) en Johan van Selst (die op 14 augustus 2007 Erik Hensema opvolgde, nadat deze na jarenlange dienst besloot af te treden, Hensema zat enige tijd ook in het bestuur van Spamvrij.nl).